# ديكلوفنثيون
ديكلوفنثيون هو مركب عضوي ينتمي إلى فئة الفوسفوروثيوات، ويستخدم بشكل أساسي كمبيد للآفات ومبيد للديدان الأسطوانية (النيماتودا).

## التأثيرات البيئية
يتمتع مركب ديكلوفنثيون بعمر نصف قصير نسبيًا يبلغ بضع دقائق فقط في كل من الماء والتربة. أجريت القليل من الأبحاث حول المصير البيئي لهذا المركب، إلا أن المعروف عن فئة المركبات التي ينتمي إليها هذا المركب ليس بالشيء القليل. يعتبر مركب الديكلوفنثيون بشكل عام أحد مركبات الفوسفات العضوية التي تستخدم كمبيدات للآفات، على الرغم من أنه إن أردنا الدقة من الناحية الكيميائية فهو ينتمي إلى فئة الفوسفوروثيوات من المركبات. ونظرًا لأن معظم مبيدات الفوسفات العضوي تتحلل حيويًا بسرعة نسبيًا فإنها تعتبر بشكل عام آمنة للاستخدام، وعلى الرغم من أن هذا قد يكون صحيحًا بالنسبة لمعظم المركبات، إلا أن البكتيريا لا تزال بحاجة إلى وقت للتكيف قبل أن تستطيع تفكيك المركبات الجديدة التي يتم إدخالها إلى التربة، فلقد ثبت أن معدلات التحلل تزداد مع إدخال نفس المركبات بشكل متكرر في التربة. ولا يُعتبر مركب الديكلوفنثيون مركبًا عالي الحركة في التربة نظرًا لأن امتصاص التربة والرواسب له يعتبر مرتفعًا. 
يبلغ عمر النصف التقديري لمركب الديكلوفنثيون في الماء والتربة والرواسب أقل من بضع دقائق، بينما يبلغ عمر النصف التقديري له في الهواء 2.78 ساعة، وهو أعلى بكثير كما هو واضح من عمر النصف له في الماء والتربة والرواسب. وتبلغ الكفاءة المقدرة لمعالجة مياه الصرف الصحي من مخلفات الديكلوفنثيون حوالي 84%، بينما تقترب من 5% في الهواء.